# شورش‌های سام میرزا
شورش‌های سام میرزا عنوان سه شورش در ایران افشاری است که توسط اشخاصی مشهور به سام میرزا رهبری می‌شد. این افراد ادعای فرزندی شاه سلطان‌حسین (حک. ۱۷۲۲–۱۶۹۴) داشته و شورش‌هایی را در مناطق آذربایجان و قفقاز علیه نادرشاه (حک. ۱۷۴۷–۱۷۳۶) بر پا کردند. هر دو شورش منسوب به سام میرزا طی سال‌های ۱۷۴۴–۱۷۴۳ رخ داد. شورش‌های سام میرزا مشابه و همزمان با شورش‌های صفی میرزا بود. هواداران این شورش‌ها، نادر را به عنوان غاصب سلطنت صفوی یاد می‌کردند و خود مدعی تاج‌وتخت بودند. امپراتوری عثمانی که از بحران مشروعیت حکومت نادرشاه اطلاع داشت، به منظور ضربه زدن به نادرشاه، از این شورش‌ها پشتیبانی کرد. شورش سوم سام میرزا، اندکی پس از قتل نادرشاه، در تابستان ۱۷۴۷ اتفاق افتاد.